# モーセの試練
『モーセの試練』（モーセのしれん、伊: Prove di Mosè, 英: The Trials of Moses）あるいは『青年時代のモーセ』（英: The Youth of Moses）は、ルネサンス期のイタリアの巨匠サンドロ・ボッティチェッリが1481年から1482年にかけて制作した絵画である。フレスコ画。主題は『旧約聖書』「出エジプト記」で語られている預言者モーセの青年時代の各エピソードから取られている。
1470年代後半以降、ボッティチェッリの名声は高まり、フィレンツェの外からも注文が舞い込むようになった。その中で最も有名かつ重要なものが、ローマ教皇シクトゥス4世に招聘されたシスティーナ礼拝堂のフレスコ画による壁画装飾である。ボッティチェッリは『旧約聖書』および『新約聖書』から3つの場面と、11点の歴代教皇の肖像画を制作した。

## 制作経緯

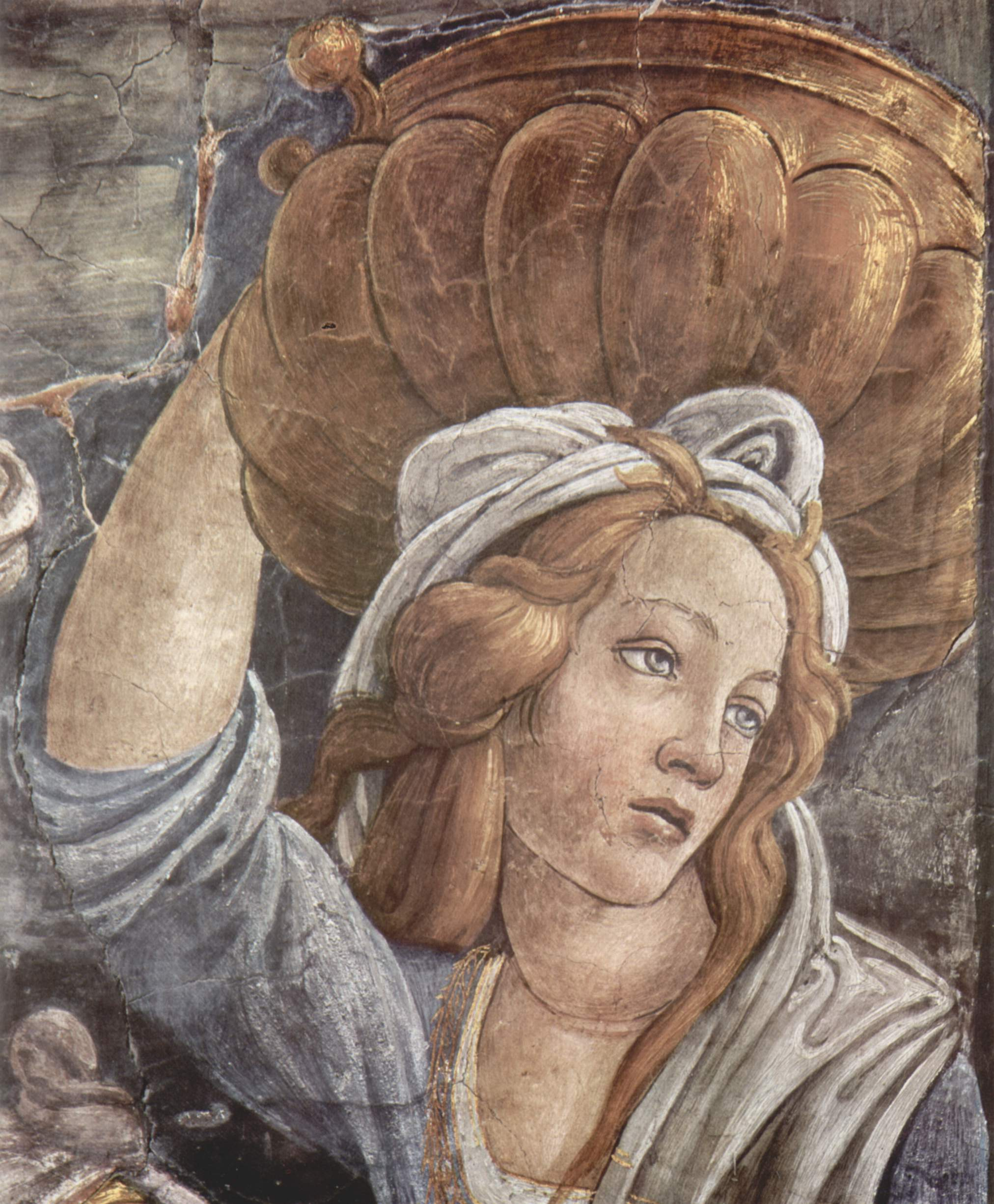
エジプトを脱出する人々の1人。おそらくモデルは美女として名高いシモネッタ・ヴェスプッチ。

教皇シクストゥス4世は1477年から1480年にかけてヴァチカン宮殿の礼拝堂を建て直し、自身の教皇名にちなんでシスティーナ礼拝堂と名づけた。1480年10月27日、この礼拝堂の装飾事業のために、ボッティチェッリは他のフィレンツェの画家とともにローマに向けて出発した。これはフィレンツェの事実上の支配者であるロレンツォ・デ・メディチとシクストゥス4世の和解プロジェクトの一環であった。ローマではボッティチェッリはすでに当代一流との評価を受けていたコジモ・ロッセリ、ドメニコ・ギルランダイオ、ピエトロ・ペルジーノとともに、礼拝堂壁面中層に《モーセ伝》と《イエス・キリスト伝》の2つの連作を制作した。これらの連作では予型論の観点から『旧約聖書』と『新約聖書』が統一体であるという考えが示され、モーセはキリストの先駆的存在としてそれぞれ対応する場面が並べられた。制作にあたり、各画家は同じサイズの横長の画面を与えられ、ボッティチェッリは『モーセの試練』（Prove di Mosè）、『反逆者たちの懲罰』（Punizione dei ribelli）、『キリストの試練』（Prove di Cristo）を制作した。
ジョルジョ・ヴァザーリは教皇はボッティチェッリに装飾事業全体を任したと述べているが、近年の研究者の見解ではその役割を果たしたのはペルジーノと考えられている。画家たちは1481年7月から1482年5月にかけて壁画を制作した。制作に要した期間は11か月という驚くべき短さであった。これはボッティチェッリがフィレンツェのサンタ・マリア・デッラ・スカーラ病院で『受胎告知』（Annunciazione）を制作した後であり、ボッティチェッリは助手を使って3つの場面を描き上げた。1482年2月17日、礼拝堂の完成に必要な他の装飾のために契約が更新されたが、2月20日に彼の父が死去したため、フィレンツェに戻ることを余儀なくされた。

## 作品
『モーセの試練』は《モーセ伝》連作のうち3番目に位置し、「出エジプト記」から取られたモーセの青年時代の4つのエピソードから7つの場面を異時同図法的に描いている。このフレスコ画は同じくボッティチェッリが反対側の壁に描いた『イエスの試練』と平行している。フリーズには「TEMPTATIO MOISI LEGIS SCRIPTAELATORIS」の銘文が記されている。
モーセは黄色い衣服と緑のマントで見分けることができる。画面右側ではモーセがユダヤ人を苦しめていたエジプト人を殺して、ミデヤン人の地に逃げる場面が描かれている（このエピソードは悪魔を打ち負かすイエスの前兆と見なされる）。次に画面中央でモーセは（将来の妻チッポラを含む）エテロの娘たちが牛に水を与えるのを妨げた羊飼いを追い払い、その後で彼女たちのために井戸から水を汲んでいる。左上隅の3番目の場面では、シナイ山で放牧していたモーセは茂みの中で燃える神に遭遇し、神の言葉にしたがって靴を脱いでいる。そしてエジプトに戻って人々を解放するよう命を受ける。最後の左下隅の場面は、モーセがエジプトに戻るためにエテロの土地から家族とともに出発しているところを描いた可能性がある。あるいはモーセがユダヤ人を率いてエジプトを脱出し、約束の地に導いている場面として解釈することも可能である。

## 影響
フランスの作家、マルセル・プルーストの長編小説「失われた時を求めて」の第1篇第2部「スワンの恋」では、作中のヒロインであるオデット・ド・クレシーが、本画の画面中央に位置する「エテロの娘、チッポラ」(ギャラリー参照)に似ていたことから、主人公シャルル・スワンが恋をし、物語が進展する。仏文学者の吉川一義は、「失われた時を求めて」におけるオデットの描写がチッポラを下敷きにしていると指摘している。

## ギャラリー

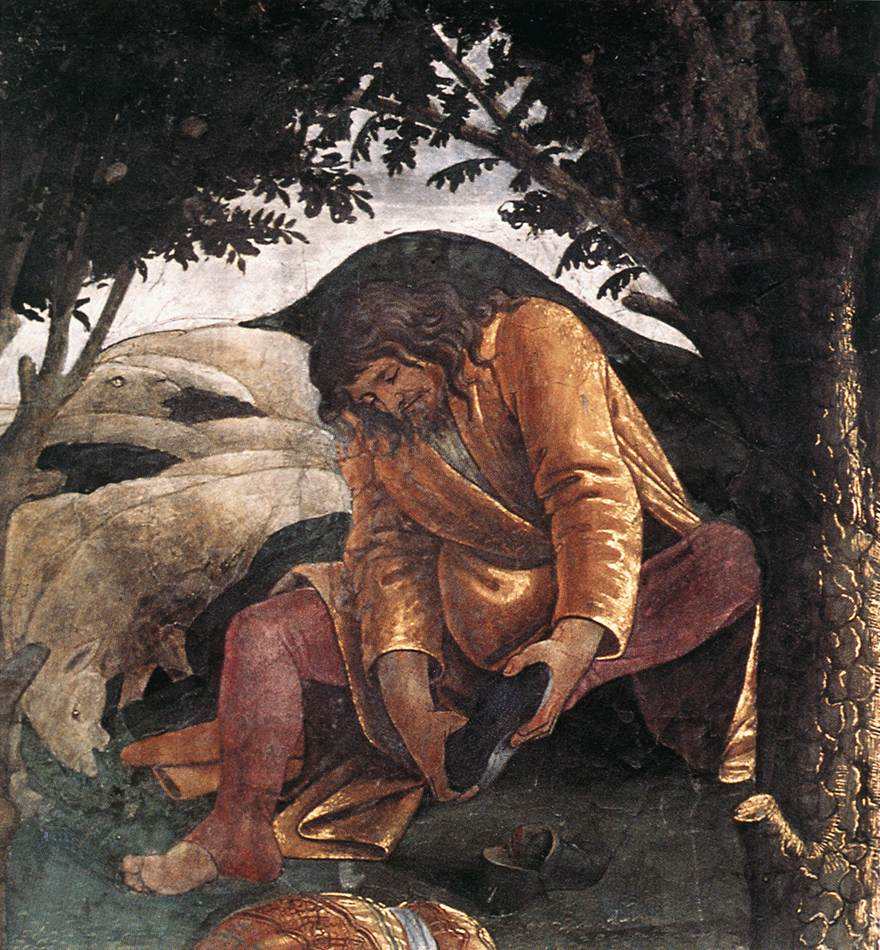
シナイ山で靴を脱ぐモーセ（画面左上）
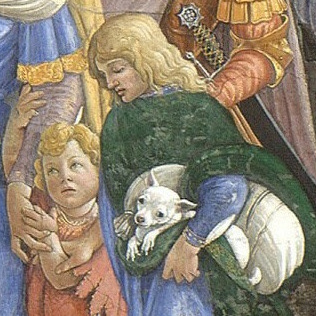
エジプトを脱出する人々（画面左下）
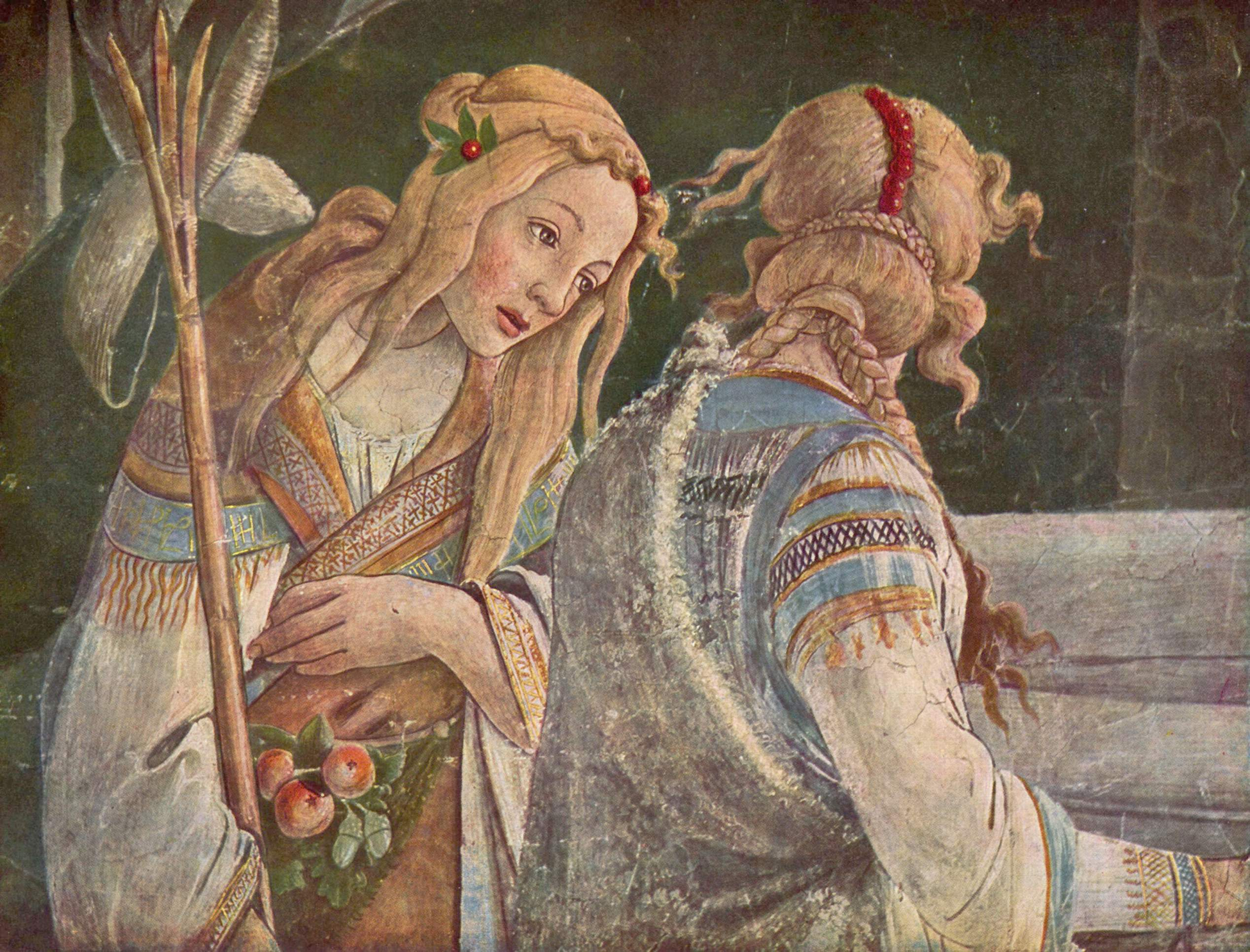
エテロの娘たち（画面中央）

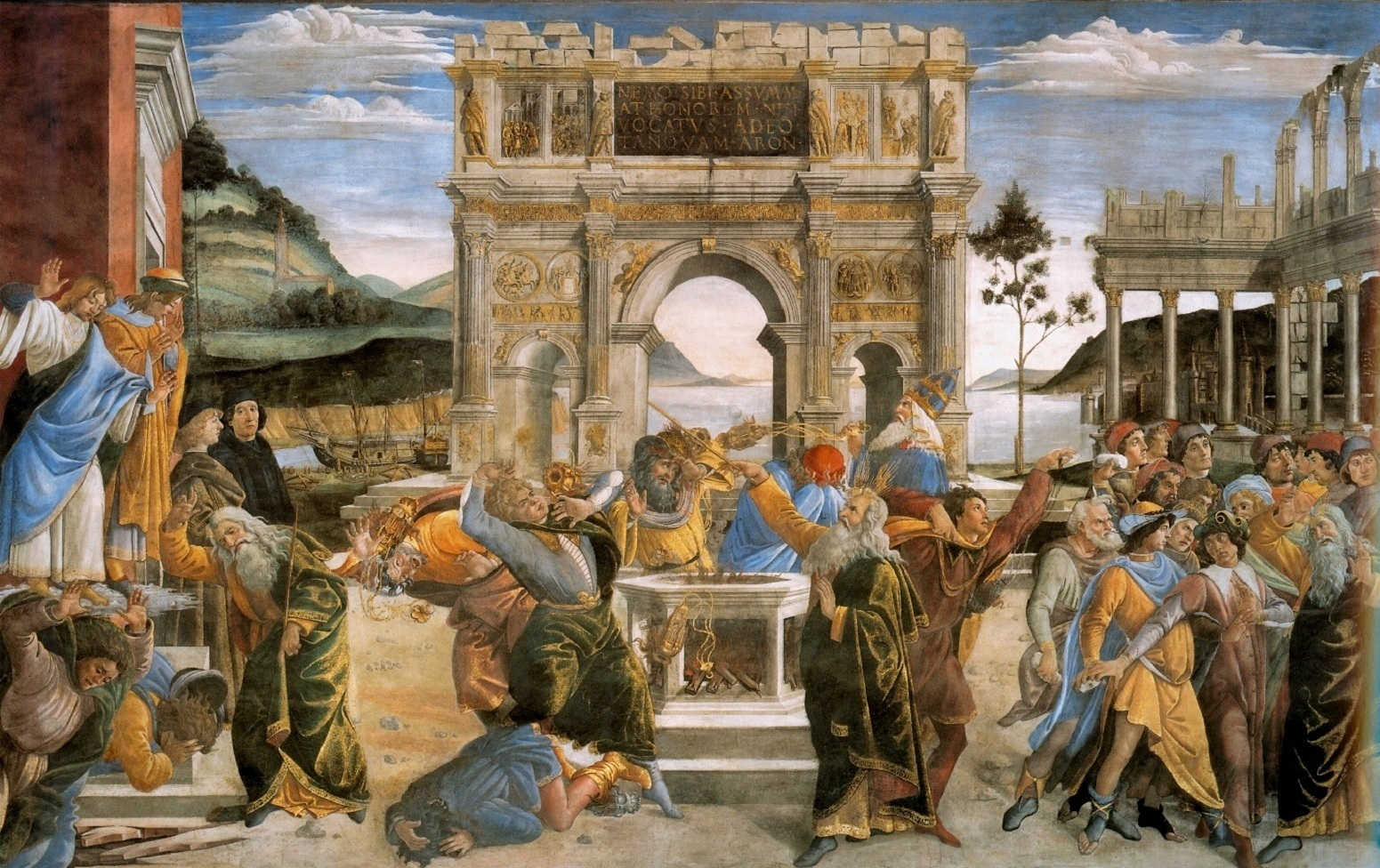
『反逆者たちの懲罰』
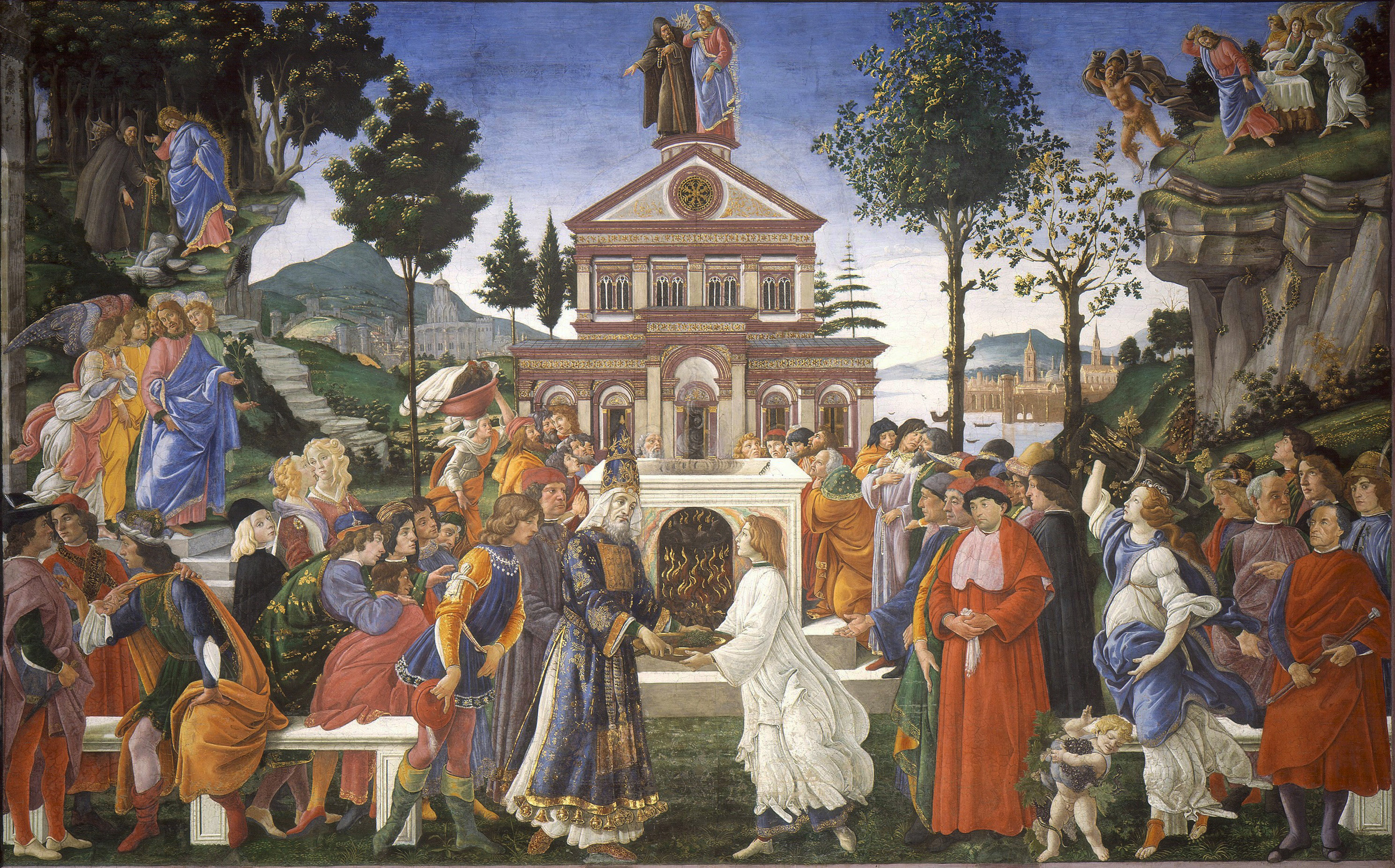
『キリストの試練』